# ریچاردسون (ویرجینیای غربی)
ریچاردسون (به انگلیسی: Richardson) یک منطقهٔ مسکونی در ایالات متحده آمریکا است که در شهرستان کلهون، ویرجینیای غربی واقع شده‌است. ریچاردسون ۲۱۰٫۰۱ متر بالاتر از سطح دریا واقع شده‌است.